# Casa Central de la Cultura Popular
La Casa Central de la Cultura Popular es un centro cultural en la villa de emergencia llamada Villa 21-24 dentro del barrio de Barracas, en la Ciudad de Buenos Aires, Argentina, llamada anteriormente Casa de la Cultura Villa 21 Barracas. Se construyó a partir del trabajo conjunto ente la ex Secretaría de Cultura de la Nación, actualmente Ministerio de Cultura y organizaciones sociales y parroquiales del lugar. Es el primer edificio público con carácter cultural construido en un villa de emergencia.

## Descripción
La obra fue emprendida por la Secretaría de Cultura de la Presidencia de la Nación con fondos presupuestarios propios.  La inversión total fue de $ 20.803.864 en 2013.
En la construcción de la Casa participó la Cooperativa Renacer, de la Villa 21-24 y la Universidad Tecnológica Nacional (UTN)
El centro cultural posee un auditorio con capacidad para 300 personas y un escenario para conciertos y espectáculos teatrales, conferencias y mesas de debate. El edificio dispone de tres aulas equipadas para dictar talleres y organizar proyecciones y un espacio multimedia de archivo y documentación.
El frente de la Casa está pintado con los colores de las banderas sudamericanas, en un diseño artístico de Silvina Aguirre y Jorge Coscia. Estos colores, combinados con gris y negro, conforman una cita a la obra de Mondrian. El hall de entrada está destinado a exhibir muestras permanentes y temporarias, con más de cuarenta obras de artistas argentinos y latinoamericanos contemporáneos, que conforman el patrimonio permanente de la Casa Central de la Cultura Popular. 
Con el título, "Artistas x la 21-Barracas", esta colección está integrada por pinturas, esculturas, serigrafías, fotografías y objetos de Remo Bianchedi, Fermín Eguía, Sara Facio, Fernando Fazzolari, Alejandra Fenochio, Germán Gárgano, León Ferrari, Carlos Gorriarena, Adriana Lestido, Marcos López, Ariel Mlynarzewicz, Adolfo Nigro, Marina Olmi, Nora Patrich, Rep, Graciela Sacco, Daniel Santoro, Mariano Sapia, Marcia Schvartz, Oscar Smoje, Elba Bairon y Fernando Coco Bedoya, entre otros creadores.
Cuenta con un vitral del artista Héctor Chianetta, titulado “La fuente de la inspiración”, que alude a temas propios de la villa, los mitos guaraníes y la Patria Grande.
También se exhibe un mural del artista santafecino Horacio Sánchez Fantino. Se trata de un ensamblaje de latas recicladas que representa el mapa de la Villa 21.
Entre las esculturas de la muestra, se destacan las creaciones de Leo Vinci, Isabel López y el artista tucumano Guillermo Rodríguez.
Estas obras fueron adquiridas por la Secretaría de Cultura de la Nación a un precio simbólico de $ 5.000 cada una.

## Actividades
Es sede de exposiciones temporarias, ciclos de cine y teatro, y actividades culturales y de formación, como la Capacitación para nuevos promotores socioculturales en diez barrios, parte del programa "Barrio es Cultura", dirigido a jóvenes de entre 18 y 24 años de edad que quieran formarse para crear, producir y difundir bienes y servicios culturales, con el fin de valorar la cultura y la diversidad en diez barrios populares de la Ciudad de Buenos Aires.
La Casa Central de la Cultura Popular, además de ciclos de cine y tearo, tiene actividades de talleres ligados al barrio.
Durante la inauguración del ciclo lectivo 2015 Profesores del programa La Colmena del Sur, liderados por Luciano Burgos, cantaron en vivo y a capela el nuevo himno del espectáculo para el año que comienzase presentó al dúo de bailarines del Teatro Colón, Fabrizio Coppo y Natalia Pelayo, quienes interpretaron la pieza “Pasión de amantes” sobre la música de Ennio Morricone. Los alumnos del taller de salsa y bachata, a cargo de Graciela López, realizaron una multitudinaria muestra.
Durante el ciclo 2015, la casa continuará dictando los talleres que venían desarrollándose, destinados a integrar e incluir a niños, jóvenes y adultos: ballet y danza clásica, actuación frente a cámara, vitraux, plástica para niños y artes plásticas, guitarra, teatro para adolescentes y niños, ritmos latinos, cine, murga, bachata y La Colmena del Sur (teatro) y nuevas propuestas, como fotografía, percusión, textil, danza paraguaya, computación y radio.